# Nagelfil

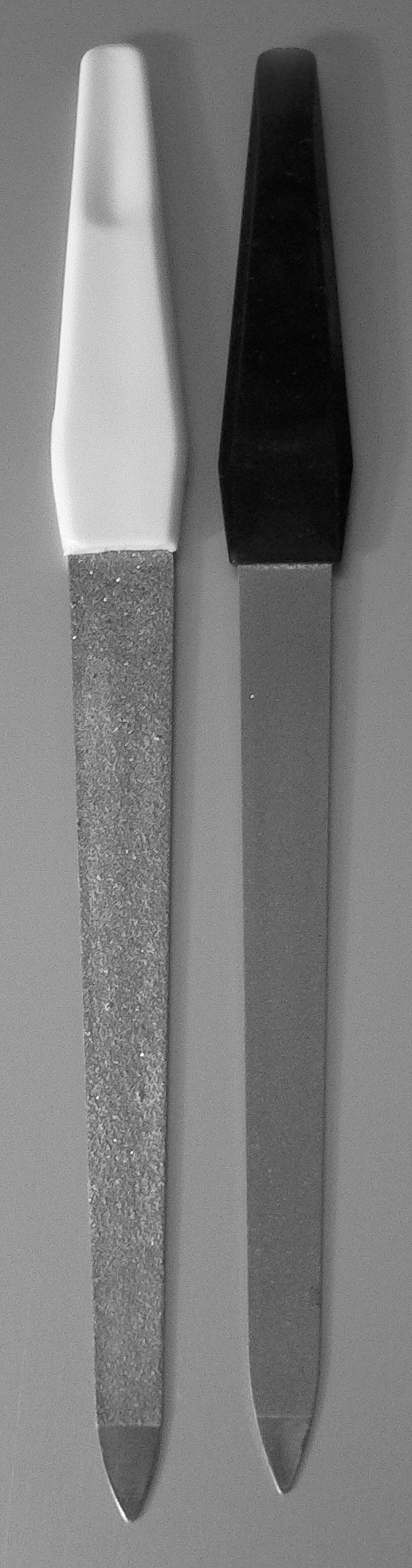
Nagelfilar av metall.

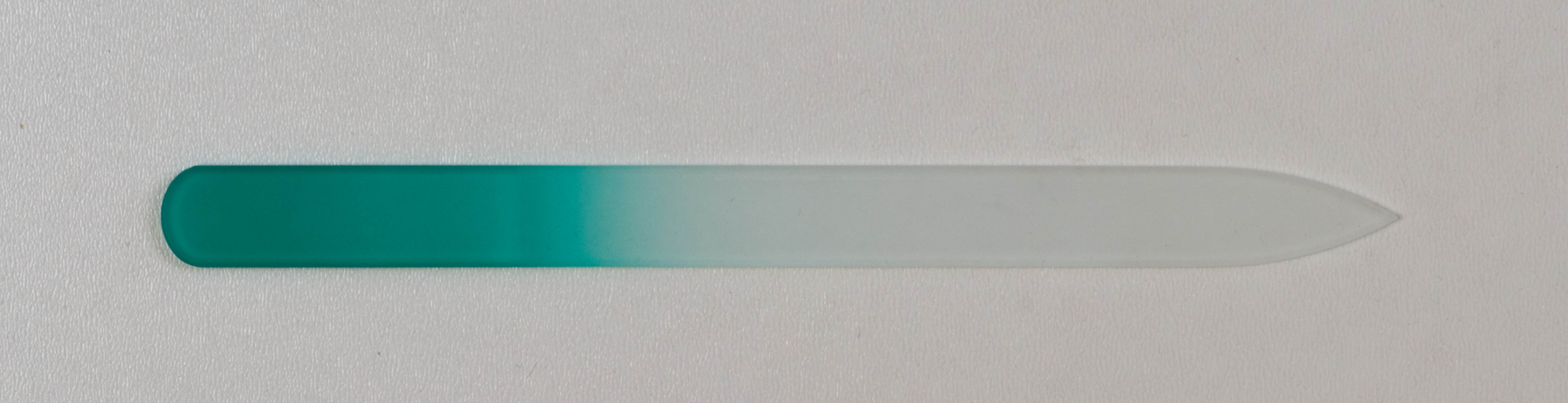
Nagelfil av glas

En nagelfil är ett redskap som används för att fila naglarnas framkant till en jämn form. Enkla nagelfilar består av en tunn träspatel belagd med sandpapper, vanligen ett finare och ett grövre sandpapper, på vardera sidan. Dessa kallas även sandpappersfilar. Det finns även nagelfilar av metall och av frostat glas. Nagelfilar av metall brukar inkluderas i schweiziska arméknivar och ibland i nagelklippare.
Ordet "nagelfil" är belagt i svenska språket sedan 1883.